# Parti socialiste du Pays valencien-PSOE
Ne doit pas être confondu avec Partit Socialista del País Valencià.
Le Parti socialiste du Pays valencien-PSOE (en catalan : Partit Socialista del País Valencià-PSOE, PSPV-PSOE) est la fédération territoriale du Parti socialiste ouvrier espagnol (PSOE) dans la Communauté valencienne.
Né de la fusion de la Fédération socialiste valencienne-PSOE et du Parti socialiste du Pays valencien en 1978, le PSPV-PSOE gouverne la Généralité valencienne, sous la présidence de Joan Lerma, pendant les 12 premières années de l'autonomie valencienne. En 1995, les socialistes sont renvoyés dans l'opposition, où ils passent cinq législatures et connaissent plusieurs crises de direction. Ils retrouvent finalement le pouvoir en 2015, sous différents formats de coalition, avec Ximo Puig. Ils retournent dans l'opposition huit ans plus tard.

## Histoire

### Fondation et premières années
La fédération valencienne du Parti socialiste ouvrier espagnol (PSOE) fusionne en juin 1978 avec une section du Parti socialiste du Pays valencien (PSPV) et d'autres formations politiques, dont le Parti socialiste populaire (PSP). La nouvelle entité, qui constitue la fédération territoriale du PSOE dans les trois provinces valenciennes, prend le nom de Parti socialiste du Pays valencien-PSOE.

## Secrétaires généraux
| Titulaire                                                    | Mandat                                                        | Fonction                                                                        |
| ------------------------------------------------------------ | ------------------------------------------------------------- | ------------------------------------------------------------------------------- |
| Joan Pastor (es)                                             | 27 février 1978 – 4 juin 1979 (1 an, 3 mois et 8 jours)       |                                                                                 |
| Francisco Rodríguez Président de la direction provisoire     | 4 juin – 29 juillet 1979 (1 mois et 25 jours)                 |                                                                                 |
| Joan Lerma                                                   | 29 juillet 1979 – 6 juillet 1997 (17 ans, 11 mois et 7 jours) | Président de la Généralité valencienne (1983-1995)                              |
| Joan Romero (es)                                             | 6 juillet 1997 – 28 mars 1999 (1 an, 8 mois et 22 jours)      | Conseiller à l'Éducation (1993-1995)                                            |
| Juana Serna (ca) Présidente de la direction provisoire       | 29 mars – 19 septembre 1999 (5 mois et 21 jours)              |                                                                                 |
| Joan Ignasi Pla                                              | 19 – 21 septembre 1999 (2 jours)                              |                                                                                 |
| Diego Macià (es) Président de la direction provisoire        | 22 septembre 1999 – 19 avril 2000 (6 mois et 28 jours)        | Maire d'Elche (1995-2007)                                                       |
| Francisco Granados (es) Président de la direction provisoire | 19 avril – 23 septembre 2000 (5 mois et 4 jours)              | Délégué du gouvernement (1990-1995)                                             |
| Joan Ignasi Pla                                              | 23 septembre 2000 – 19 octobre 2007 (7 ans et 26 jours)       |                                                                                 |
| Joan Lerma Président de la direction provisoire              | 19 octobre 2007 – 27 septembre 2008 (11 mois et 8 jours)      | Président de la Généralité valencienne (1983-1995)                              |
| Jorge Alarte                                                 | 27 septembre 2008 – 31 mars 2012 (3 ans, 6 mois et 4 jours)   | Maire d'Alaquàs (1999-2009)                                                     |
| Ximo Puig                                                    | 31 mars 2012 – 23 mars 2024 (11 ans, 11 mois et 21 jours)     | Maire de Morella (1995-2012) Président de la Généralité valencienne (2015-2023) |
| Diana Morant                                                 | depuis le 23 mars 2024 (1 an, 3 mois et 12 jours)             | Maire de Gandia (2015-2021) Ministre de la Science (depuis 2021)                |

## Résultats électoraux

### Parlement valencien
| Année | Chef de file    | Voix    | %        | #      | Sièges  | Gouvernement |
| ----- | --------------- | ------- | -------- | ------ | ------- | ------------ |
| 1983  | Joan Lerma      | 982 567 | 51,38    | 1er    | 51 / 89 | Lerma I      |
| 1987  | Joan Lerma      | 828 961 | 41,28 () | 1er () | 41 / 89 | Lerma II     |
| 1991  | Joan Lerma      | 860 429 | 42,85 () | 1er () | 45 / 89 | Lerma III    |
| 1995  | Joan Lerma      | 804 463 | 33,98 () | 2e ()  | 32 / 89 | Opposition   |
| 1999  | Antoni Asunción | 768 548 | 33,91 () | 2e ()  | 35 / 89 | Opposition   |
| 2003  | Joan Ignasi Pla | 874 288 | 35,95 () | 2e ()  | 35 / 89 | Opposition   |
| 2007  | Joan Ignasi Pla | 838 987 | 34,49 () | 2e ()  | 37 / 99 | Opposition   |
| 2011  | Jorge Alarte    | 687 141 | 28,04 () | 2e ()  | 33 / 99 | Opposition   |
| 2015  | Ximo Puig       | 509 098 | 20,57 () | 2e ()  | 23 / 99 | Puig I       |
| 2019  | Ximo Puig       | 643 909 | 23,87 () | 1er () | 27 / 99 | Puig II      |
| 2023  | Ximo Puig       | 708 142 | 28,70 () | 2e ()  | 31 / 99 | Opposition   |

### Cortes Generales
| Année   | Chef de file                 | Congrès des députés | Congrès des députés | Congrès des députés | Congrès des députés | Sénat  | Gouvernement                                  |
| Année   | Chef de file                 | Voix                | %                   | #                   | Sièges              | Sénat  | Gouvernement                                  |
| ------- | ---------------------------- | ------------------- | ------------------- | ------------------- | ------------------- | ------ | --------------------------------------------- |
| 1977    | Felipe González              | 678 429             | 36,40               | 1er                 | 13 / 29             | 8 / 12 | Opposition                                    |
| 1979    | Felipe González              | 698 677             | 37,41 ()            | 1er ()              | 13 / 29             | 6 / 12 | Opposition                                    |
| 1982    | Felipe González              | 1 118 354           | 53,33 ()            | 1er ()              | 19 / 29             | 9 / 12 | González I                                    |
| 1986    | Felipe González              | 993 439             | 47,72 ()            | 1er ()              | 18 / 31             | 9 / 12 | González II                                   |
| 1989    | Felipe González              | 878 377             | 41,67 ()            | 1er ()              | 16 / 31             | 9 / 12 | González III                                  |
| 1993    | Felipe González              | 935 325             | 38,57 ()            | 2e ()               | 12 / 31             | 4 / 12 | González IV                                   |
| 1996    | Felipe González              | 990 993             | 38,63 ()            | 2e ()               | 13 / 32             | 3 / 12 | Opposition                                    |
| 2000    | Joaquín Almunia              | 826 595             | 34,41 ()            | 2e ()               | 12 / 32             | 3 / 12 | Opposition                                    |
| 2004    | José Luis Rodríguez Zapatero | 1 127 700           | 43,08 ()            | 2e ()               | 14 / 32             | 3 / 12 | Zapatero I                                    |
| 2008    | José Luis Rodríguez Zapatero | 1 124 414           | 41,32 ()            | 2e ()               | 14 / 33             | 3 / 12 | Zapatero II                                   |
| 2011    | Alfredo Pérez Rubalcaba      | 697 474             | 27,05 ()            | 2e ()               | 10 / 33             | 3 / 12 | Opposition                                    |
| 2015    | Pedro Sánchez                | 531 489             | 19,95 ()            | 3e ()               | 7 / 32              | 2 / 12 | Opposition                                    |
| 2016    | Pedro Sánchez                | 539 278             | 20,91 ()            | 2e ()               | 6 / 33              | 0 / 12 | Opposition (2016-2018), Sánchez I (2018-2019) |
| 04/2019 | Pedro Sánchez                | 746 486             | 27,96 ()            | 1er ()              | 10 / 32             | 9 / 12 | Sánchez I                                     |
| 11/2019 | Pedro Sánchez                | 700 159             | 27,82 ()            | 1er ()              | 10 / 32             | 6 / 12 | Sánchez II                                    |
| 2023    | Pedro Sánchez                | 849 620             | 32,13 ()            | 2e ()               | 11 / 33             | 4 / 12 | Sánchez III                                   |